# Dancon March

Baretka Medalu DANCON MARSZ w Kosowie z 2013 roku

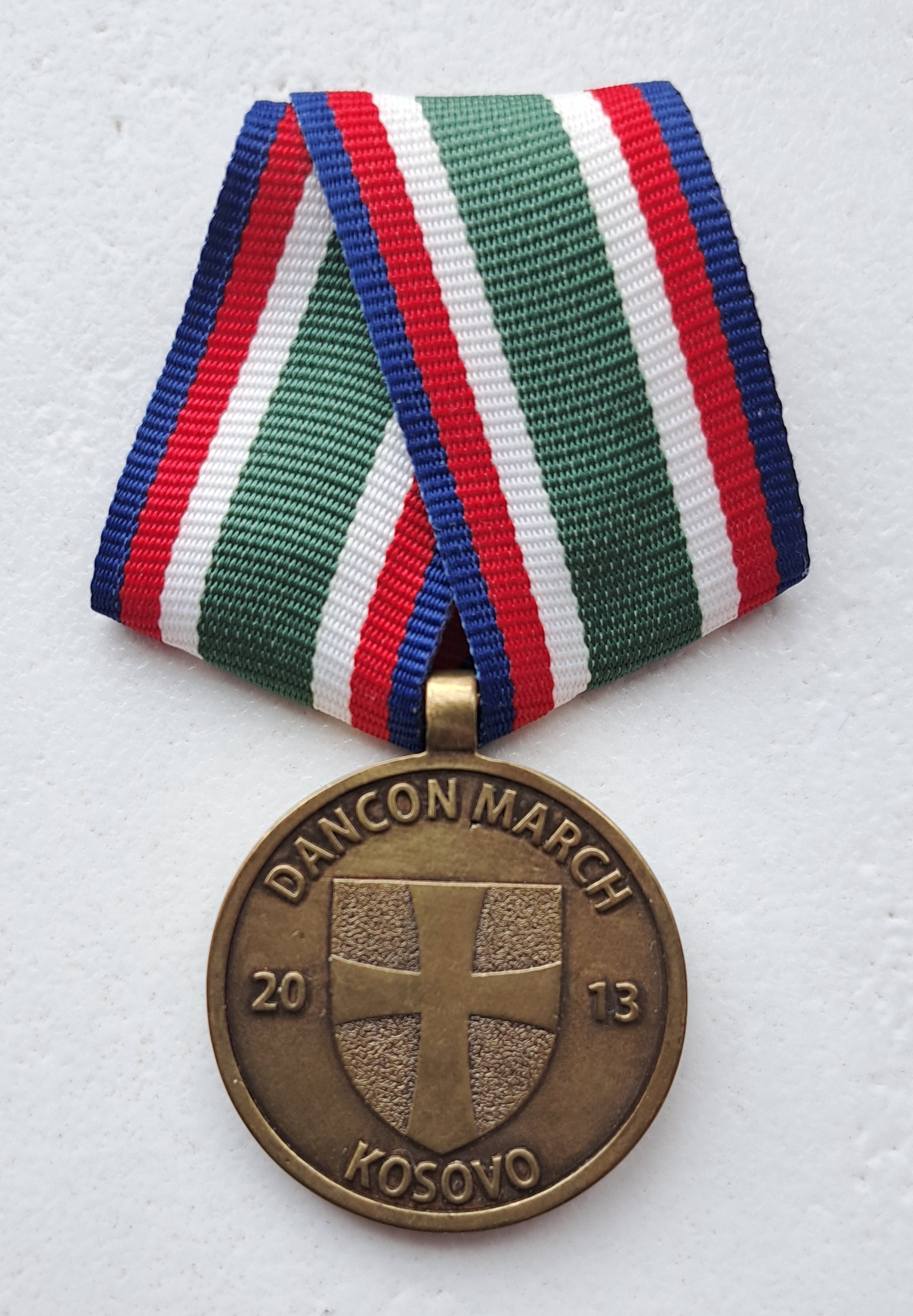
Awers Medalu DANCON MARSZ w Kosowie z 2013 roku

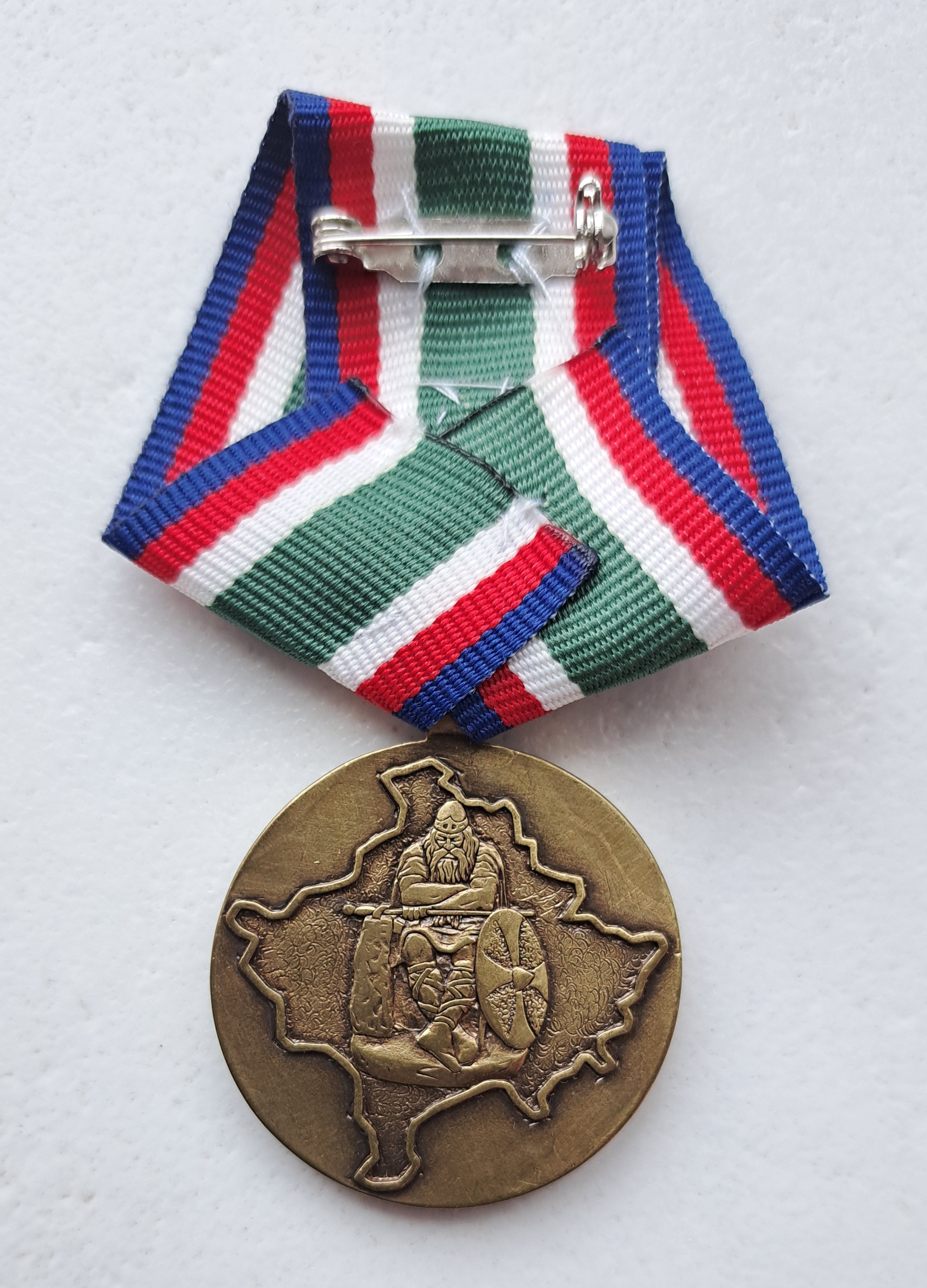
Rewers Medalu DANCON MARSZ w Kosowie z 2013 roku

DANCON MARSZ – to marsz na 25 lub 40 km organizowany przez Siły Zbrojne Danii.
Celem marszu jest m.in. pokazanie gotowości fizycznej armii, jak również manifestowanie obecności wojsk w strefie. Wydarzenie to jest  zazwyczaj szeroko nagłaśniane w lokalnej prasie oraz pismach kontyngentów wojskowych.
Nazwa marszu pochodzi od nazwy Kontyngentu Duńskiego (DANCON - DANISH CONTINGENT), a jego historia ma swoje źródło w 1972 roku, kiedy Królewska Armia Duńska została rozmieszczona na Cyprze. Do udziału w marszu są zawsze zapraszani członkowie kontyngentów wojskowych Sił Zbrojnych innych nacji biorących udział w rejonie misji. 
Marsz jest realizowany z obciążeniem 20kg, które jest ważone na starcie, punktach pośrednich oraz mecie.
Uczestnicy marszu, którzy ukończą marsz są odznaczani pamiątkowym medalem DANCON MARCH.
W historii marszów, w zależności od lat organizacji - przyznawano medale z różnymi wstążkami, które szerzej są przedstawione w haśle duńskie odznaczenia.
Oprócz Cypru marsze DANCON odbywały się w Mongolii, Chorwacji, Kosowie, Iraku, Afganistanie, Libanie, Erytrei, Kuwejcie, Bośni, Mali i Zatoce Adeńskiej, Zjednoczonych Emiratach Arabskich, Stanach Zjednoczonych Ameryki, Polsce, Łotwie, Estonii i Wielkiej Brytanii.